# You Could Have It So Much Better
```

```

You Could Have It So Much Better је други студијски албум шкотске музичке групе Franz Ferdinand. Објављен је 28. септембра 2005. године за издавачку кућу Domino. Првобитно је изашао само у Јапану, а на европском тржишту постао је доступан пет дана касније.
На званичној британској листи албума дебитовао је 15. октобра 2005. и одмах заузео прву позицију. На челу листе провео је једну недељу.
Био је номинован за Греми 2006. у категорији најбољег албума алтернативне музике.

## Списак песама
| №               | Назив           | Трајање |  |
| 1.              |                 | 3:42    |  |
| 2.              |                 | 3:35    |  |
| 3.              |                 | 2:22    |  |
| 4.              |                 | 3:36    |  |
| 5.              |                 | 2:05    |  |
| 6.              |                 | 2:47    |  |
| 7.              |                 | 2:49    |  |
| 8.              |                 | 3:02    |  |
| 9.              |                 | 3:24    |  |
| 10.             |                 | 4:03    |  |
| 11.             |                 | 2:41    |  |
| 12.             |                 | 3:03    |  |
| 13.             |                 | 4:02    |  |
| Укупно трајање: | Укупно трајање: | 41:11   |  |

## Музичари

### Постава групе
- Алекс Капранос — соло гитара, клавијатуре, главни вокал
- Ник Макарти — ритам гитара, вокал, клавијатуре
- Боб Харди — бас-гитара
- Пол Томпсон — бубањ, удараљке, пратећи вокал

## Успешност албума на топ-листама
| Листа       | Улазак            | Број недеља | Најбољи пласман | Датум(и) најбољег пласмана |
| ----------- | ----------------- | ----------- | --------------- | -------------------------- |
| [ 3 ]       | 15. октобар 2005. | 25          | 1.              | 15. октобар 2005.          |
| Билборд 200 | —                 | 16          | 8.              | 22. октобар 2005.          |

## Синглови
| #  | Назив | Датум објављивања   | [ 5 ] | Билборд хот 100 |
| -- | ----- | ------------------- | ----- | --------------- |
| 1. |       | 19. септембар 2005. | 4.    | 76.             |
| 2. |       | 5. децембар 2005.   | 13.   | —               |
| 3. |       | 3. април 2006.      | 14.   | —               |
| 4. |       | 17. јул 2006.       | 30.   | —               |

## Награде и номинације
| Година | Награда | Категорија                        | Номиновано дело | Исход      |
| ------ | ------- | --------------------------------- | --------------- | ---------- |
| 2006.  | Греми   | Најбољи албум алтернативне музике |                 | Номинација |